# Cleistesiopsis
Cleistesiopsis je rod orhideja iz tribusa Pogonieae, dio potporodice Vanilloideae. Sastoji se od 3 vrste iz Sjeverne Amerike

## Vrste
1. Cleistesiopsis bifaria (Fernald) Pansarin & F.Barros
2. Cleistesiopsis divaricata (L.) Pansarin & F.Barros
3. Cleistesiopsis oricamporum P.M.Br.